# Charaxes vetula
Charaxes vetula är en fjärilsart som beskrevs av Rothschild 1900. Charaxes vetula ingår i släktet Charaxes och familjen praktfjärilar. Inga underarter finns listade i Catalogue of Life.